# Sant Martí d'Albars
Sant Martí d'Albars est une commune de la province de Barcelone, en Catalogne, en Espagne, de la comarque d'Osona